# Собор Святой Троицы (Карачи)
Собор Святой Троицы (англ. Holy Trinity Cathedral) — англиканский храм в городе Карачи в Пакистане, кафедральный собор епархии Карачи Церкви Пакистана.

## История
Церковь Святой Торицы была построена в 1855 году по проекту Джона Хилла из строительной компании «Bombay Engineers». В то время храм Святой Троицы являлся одной из самых больших христианских церквей в Карачи. Его высокая башня использовалась в качестве маяка для прибывающих судов в гавань города.
В настоящее время при соборе действует богословское образовательное учреждение.